# Jasmina El Bouamraoui
Jasmina El Bouamraoui ist eine deutsch-marokkanische Illustratorin und Grafikkünstlerin, die in Berlin lebt und unter dem Pseudonym „El Boum“ arbeitet.

## Wirken
El Bouamraoui studierte Illustration an der Universität der Künste in Berlin, wo sie auch ihren Bachelor machte. Sie war dort als Tutorin in der Siebdruckwerkstatt tätig und setzte sich von 2019 bis 2023 unter anderem für mehr Vielfalt und die Abbildung von Lebensrealitäten in der nordeuropäischen Kinder- und Jugendliteratur ein. Für die Entwicklung von Kindern ist es wichtig, dass sie sich in den Geschichten, den Illustrationen und in den Handlungen der Bücher wiederfinden können. El Bouamraoui verwendet daher Illustrationen, die durch helle, oft knallige Farben und einfache blockartige Formen auffallen. Beeinflusst wird sie dabei auch durch eine „queere Perspektive of Color“ und dekoloniale Politik. Ihre Arbeiten sollen den Betrachter einladen, Klischees aller Art in Frage zu stellen.
Sie betreibt mit „El Boum“ ein eigenes Designstudio in Berlin, in dem sie visuelle Gestaltungen für Nichtregierungsorganisationen und Institutionen in Deutschland anbietet. Seit Ende 2019 ist sie an dem Projekt DRIN (Diversität. Repräsentation. Inklusion. Normkritik) beteiligt und gestaltete für das Goethe-Institut in Helsinki Illustrationen für Kinderliteratur. Inspiriert wird sie beispielsweise durch das finnische Projekt „Braune Mädchen“ (finnisch Ruskeat Tytöt), das sich gemeinsam mit einem finnischen Verlag der Nachwuchsförderung widmet.
Sie schloss 2024 die kunsthochschule weißensee mit ihrer Masterarbeit ab, in der sie sich mit der Geschichte und Sichtbarkeit queerer Personen im Handwerk beschäftigte und ein großformatiges Holztriptychon erbaute.

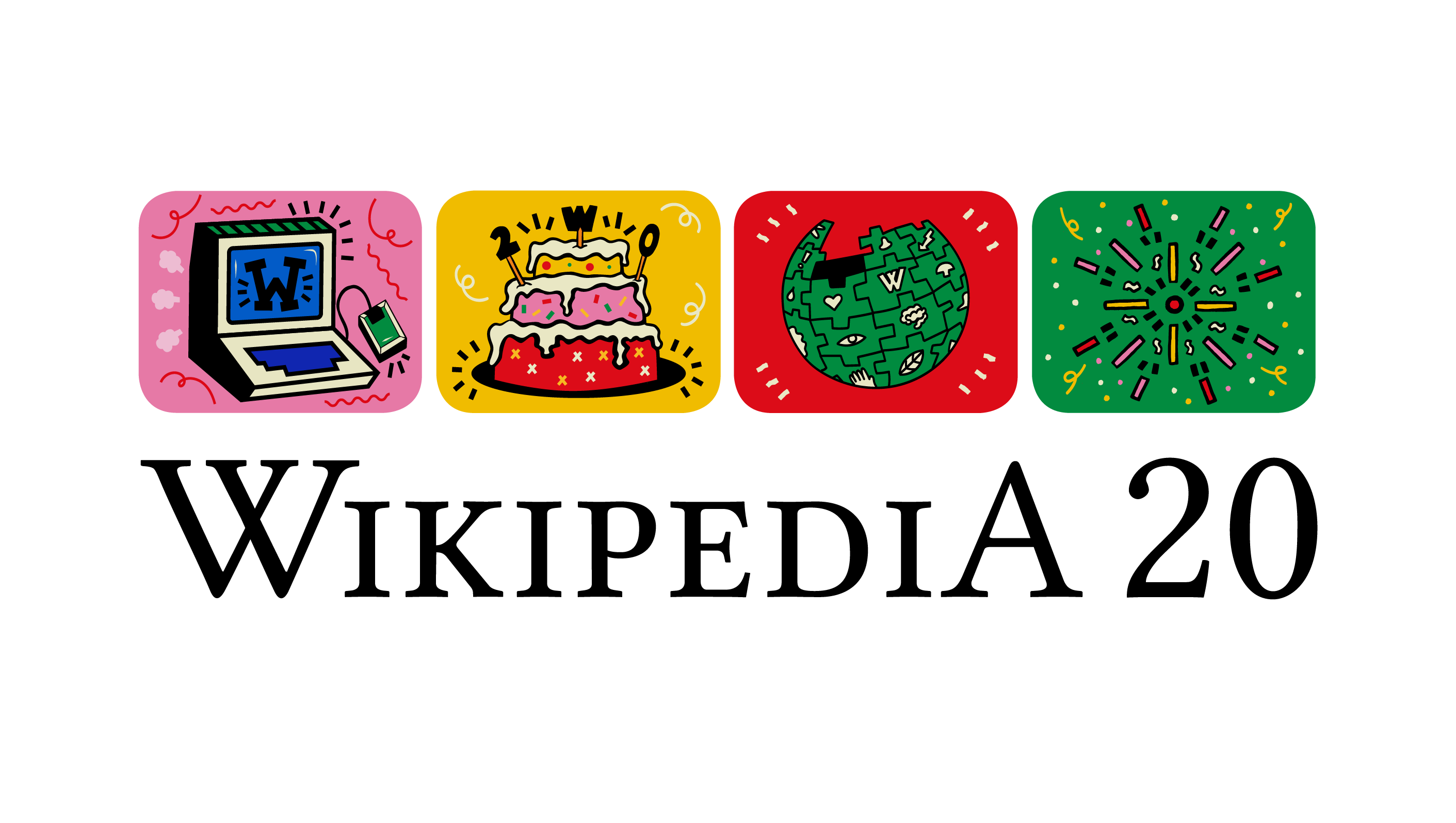
20 Jahre Wikipedia

El Bouamraoui entwarf gemeinsam mit der südafrikanischen Straßenkünstlerin und Grafikdesignerin Karabo Poppy Moletsane zahlreiche Symbole und Logos für den zwanzigsten Geburtstag der Wikipedia. Sie arbeitet aber auch für Google, Facebook, Diversity Arts and Culture und das Schwule Museum Berlin (SMU).
Sie wurde mehrfach ausgezeichnet und nahm an Gruppenausstellungen in Griechenland, Norwegen und in der Schweiz teil.
- 2015: „Honorable Mention Prize“ der Taiwan Student International Design Competition in Taiwan (Embrace).
- 2017: 3. Platz beim International Students Designer Poster Contest in Thessaloniki (No Selfie Thought, No Culture).

## Publikationen (Auswahl)
- Hengameh Yaghoobifarah: Ich war auf der Fusion, und alles, was ich bekam, war ein blutiges Herz (= Aufklärung und Kritik. Nr. 523). SuKuLTuR, Berlin 2018, ISBN 978-3-95566-082-6 (books.google.de – Illustriert von El Boum).
- Programmheft 30. Lesbisch Schwule Filmtage Hamburg. Hamburg 2019 (yumpu.com).